# El Detectiu Conan: Vol.2
El manga del personatge d'anime japonés Detectiu Conan, és distribuït a Espanya per Planeta De AgostiniComics.
En castellà, el còmic es llegeix d'esquerra a dreta, no com el manga originari del Japó i la versió catalana. En català, el còmic, tot i haver-se donada per acabada la col·lecció, només té 8 volums. Planeta De Agostini divideix les aventures de Conan en  Vol.1, Vol.2 i  Vol. Especial.

## File 1: La fotografia
Tot comença quan el pare de la  Ran rep el cas d'una senyora de 42 anys, Manae Tsukumo que li anuncia que el seu marit, un mag famós arreu del món, va morir una setmana enrere. Diuen que es va suïcidar, però la seva dona creu que el van assassinar. La policia li digué que s'havia enverinat amb el verí de la tora blava. La senyora Tsukumo, els descriu els tres deixebles de la víctima: Kazumi Anada, Mako Miyoshi i Yuji Momochi. A continuació els ensenya un possible missatge de la víctima: dues cartes enganxades que hi havia junt amb un munt de cartes que tapaven el telèfon. La Ran cerca una fotografia on hi estaven ella i en  Shinichi de petits amb el mag mort. La troba, però en adonar-se que en  Conan s'assembla massa a en Kudo, tanca a l'àlbum i dissimula dient que s'havia equivocat, que no hi era, sospitant d'ell.

## File 2: Els números de telèfon
En Conan, la Ran i en Kogoro van a casa de la senyora Manae Tsukumo per investigar la mort del seu marit. Allà, en Conan es troba amb una nena del col·legi, Ayano Tsukumo que li proposa d'anar a jugar, però la Ran s'hi nega de manera que la noieta li recorda a la seva mare que havien d'anar a comprar. Com que ella no podia acompanyar-la perquè era amb en Kogoro resolent el cas de la mort del mag, la deixeble Mako Miyoshi li diu que l'acompanyarà a les botigues del voltant. Un cop marxen, la senyora Tsukumo acompanya a el detectiu Mouri a l'habitació de la víctima. En Conan troba una sèrie de defectes de l'assassinat, entre ells que la víctima tenia els braços sota el cos. Després, el cadàver tenia posats uns anells, que corresponien al truc nº18 del mag, però aquests no estaven lligats. Però si ho haguessin estat, no podria haver-se mogut fàcilment i d'aquesta manera l'assassí el podria haver mantingut la seva víctima inmòvil. Però també s'adona que les cartes engaxades són molt semblants a la tecla de retrucada. Toquen el botó, i surt un número que sembla un codi xifrat. En conan fa unes línies imaginatories sobre els números del telèfon i descobreix que aquelles xifres formen una curta frase.

## File 3: El cas acaba de començar...
El misteriós missatge que el senyor Motoyasu Tsukumo va deixar marcat al telèfon i que en Conan ha desxifrat és: DC マコ(japonès) que vol dir que Mako, l'assassina, tornarà a matar algú. Sospiten que aquesta persona pot ser la filla de la senyora Tsukumo, però quan surten al carrer per buscar-la, la deixeble del senyor Tsukumo torna amb la noia encara viva. Al final no va voler matar-la.
Quan en Conan, en Kogoro i la Ran tornen cap a casa, aquesta recorda que no ha comprat res per sopar, i s'emporta a en Shinichi cap a casa seva. La Ran, decidida, té intenció de desemmascarar a en Conan quan ella li demostra que ell és en Shinichi traient-li les ulleres.

## File 4: Preguntes sota la pluja de fulles
De sobte, apareix la mare d'en Shinichi i convenç a la Ran que torni a casa. La Ran li demana perdó a en Conan i va a comprar el sopar.
La Yukiko arriba a Gunma amb en Conan, precisament a casa de la seva cosina. Resulta que Hiromi Yabuuchi, Hidekazu Yabuuchi, Yoshiyuki Yabuuchi, Keiko Yabuuchi i Machiko Yabuuchi sospiten que l'oncle Yoshifusa que tenen a casa sigui un impostor que en realitat vol l'herència del verdader oncle. Recorden que tenia una cicatriu a la cama que es va fer quan jugava a beisbol i la Hiromi li vessa una mica de te intencionadament, per mirar-li la cama, no li veia la cicatriu, però en Yoshifusa ensenya l'altra cama on sí que té una cicatriu. Tot seguit, l'home ensenya a tots els de la casa una amenaça en anònima escrita en paper:
 L'herència no et correspon. No tornis al Japó si estimes la teva vida.

## File 5: Al cor d'una mare
En Conan, tan llest, ha trobat un paper escrit antigament per l'oncle Yoshifusa, i li pregunta a aquest home que escrigui Bon any nou, i així compara la lletra entre l'antic escrit i el que ara ha escrit. Mentre els Yabuuchi passejen pel pati, la Yukiko s'adona que es manté un vell pou. Resulta que 15 anys enrere, un dia que nebava molt, no van poder trobar la mare, quan la van veure morta dins el pou. Tenia una flor a la butxaca. I, al funeral, el seu germà va dir que l'havien empentat. La senyora Machiko comenta que ha d'anar a un casament d'uns amics, quan en Conan li sembla veure a algú a la porta. Però, s'acosta i no veu a ningú.
Unes hores després la Hiromi troba el cadàver mort de la Machiko al pou. Ella també tenia una flor a la butxaca. Però el cas és que es tarda una hora a anar de l'hotel cap a la casa...

## File 6: El somriure d'en Conan...
L'inspector Yakamura, ha vigut a investigar el cas i queda sorprès quan veu el cadàver, ja que és el seu primer cas. Els Yabuuchi sospiten que l'assassí podria ser el germà de la víctima de 15 anys enrere, ja que en Conan ha vist un home estrany, pensen que podria ser ell. Però, els  policies troben un cotxe al bosc, que és el de la família, amb una capsa de casset buida a dintre. L'inspector Yamakura i alguns dels seus agents que queden a dormir a la casa dels Yabuuchi.
L'endemà un home troba el ganivet dins el pou junt amb un plàstic gran. Llavors arriba l'abogat amb el testament del senyor Yoshichika. Dins la casa, a punt per escoltar l'herència, l'abogat s'equivoca de botó i li dona al de  gravar, però en Conan s'adona que hi ha un objecte dins l'armari i crida: -A terra!-. Surt disparada una sageta que per poc li dona a en Yoshifusa.

## File 7: ... i el somriure de la Yukiko
Quan l'abogat atura la casset arriba un policia i diu que ha trobat un altre casset davant el foc de la llenya, on hi ha gravades veus de fons, com si fos una festa. En Conan adorm l'inspector Yakamura i treu conclusions: La ballesta la va preparar la senyoreta Keiko, que s'ha delatat indicant que l'objecte disparat era una sageta abans d'obrir l'armariet, tot i això ella no ha matat la Machiko...

## File 8: L'altre...
La Machiko volia matar l'oncle però en Yoshifusa va fer una tècnica que consisteix a girar els braços cap a dintre i sense voler va ferir la Machiko. De sobte apareix l'home misteriós i delata que és el pare d'en Shinichi. L'endemà en Conan ja és a casa, però la Ran està molt enfadada perquè no el trobava.

## File 11: Res?
Després de trobar el cadàver del professor Sugiyama en Conan veu una marca de corda al coll del cadàver, ja congelat, i descobreix que ha sigut estrangulat. En Conan sap que l'assassí és el mateix que ha atacat a la Sonoko Suzuki i a la senyoreta Yonehara, però encara no ha trobat l'arma del crim, quan de sobte, veu que a la mà de la víctima hi ha escrit ko amb pintallavis. Ajuntant
Mi i na de les mans de la professora Yonehara i de la Sonoko, surt el nom d'un alumne que havia aparegut penjada a la classe uns anys enrere.

## Curiositats de l'edició
- Al manga de Planeta DeAgostini, al primer file del número 4 posa: File 17: ¿¡Un dúo!?, quan el número 3 acaba en: File 15: El objetivo es... (a més, a la primera pàgina no s'assenyalen els punts suspensius del file 15, però a la pàgina del títol es veuen clarament).

- A la portada del número 5 en conan va vestit de Kaito Kid, en canvi, fins al file 27 no comença la lluita entre en Conan i en Kaito, que ja és al número 6.

- A partir del número 33, el còmic és d'unes 192 pàgines i els files es tornen a comptar des d'1 en cada volum. El preu s'eleva a 6,95 €.